# Wind River (Yukon)
Der Wind River ist ein ca. 225 km langer rechter Nebenfluss des Peel River im nördlichen Yukon-Territorium in Kanada.

## Flusslauf
Der Wind River entspringt in den Wernecke Mountains auf einer Höhe von etwa 1600 m. Er fließt anfangs 20 km in südwestlicher Richtung, bevor er sich nach Nordnordwesten wendet.
Er ist – wie die meisten Flüsse in dieser Region – nur mit dem Wasserflugzeug zu erreichen. Eine Landemöglichkeit bietet der McClusky Lake. Über eine kurze Portage und einen kleinen Fluss erreicht man von dort den Oberlauf des Wind River.
Der Wind River fließt mit gutem Tempo und glasklarem Wasser über sein Kiesbett, das sich fast auf den gesamten 200 Kilometern bis zum Peel River in sehr viele, meist flache Arme teilt. Traurige Berühmtheit erlangte der Wind River, als sich im Winter 1910 eine Schlittenhunde-Patrouille der North West Mounted Police verirrte und bei dem Versuch, nach Fort McPherson zurückzukehren, verhungerte.

## Kanu-Touren
Es werden 2-wöchige Kanutouren angeboten, die den Fluss vom McClusky Lake abwärts bis zu seiner Mündung führen. Die Stromschnellen auf dem Wind River sind vom Schwierigkeitsgrad II.